# Antonio González Torres
Pour les articles homonymes, voir Antonio González, González et Torres.
Antonio González Torres, né le 13 avril 1955 à Badajoz, est un homme politique espagnol membre du Parti populaire (PP).

## Biographie

### Vie privée
Il est marié et père de deux enfants.

### Profession
Il est enseignant.

### Activités Carrière politiques
Il est maire de Peraleda del Zaucejo de 2003 à 2015.
Le 20 décembre 2015, il est élu sénateur pour Badajoz au Sénat et réélu en 2016.